# Ole Knapp
Ole Knapp (* 8. November 1931 in Gjøvik; † 4. November 2015) war ein norwegischer Politiker der Arbeiderpartiet (Ap). Von 1990 bis 1992 war er der Wirtschaftsminister seines Landes.

## Leben
Knapp arbeitete von 1947 bis 1967 als Mechaniker in seiner Heimatgemeinde Gjøvik. Im Jahr 1965 verpasste er den Einzug in das norwegische Parlament Storting. Zwischen 1967 und 1975 war er Mitglied im Kommunalparlament dieser Kommune. Ab 1971 war er zudem Abgeordneter im Fylkesting von Oppland.
Von 1979 bis 1987 arbeitete er in der Leitung des Oljedirektorats, der norwegischen Behörde, die für die Regulierung der Ölförderung zuständig ist. Ab 1980 war er zudem Mitglied in der Rikslønnsnemnda, dem staatlichen Organ, das in Streiks eingreifen kann. Von 1987 bis 1991 war er deren stellvertretender Vorsitzender und stellvertretender Vorsitzender des Gewerkschaftsdachverbands Landsorganisasjonen i Norge (LO).
Am 3. November 1990 wurde er zum Wirtschaftsminister in der neu gegründeten Regierung Brundtland III ernannt. Er behielt das Amt bis zum 4. September 1992.